# 1628

## Събития
- Уилям Харвей публикува „Анатомично изследване на движението на сърцето и кръвта у животните“ („Exercitatio anatomica de motu cordis et sanguinis in animalibus“; Francof.).

## Родени
- Якоб ван Ройсдал, холандски художник
- 8 януари – Люксамбур, френски офицер
- 12 януари – Шарл Перо, френски писател и фолклорист
- 10 март – Марчело Малпиги, италиански лекар, анатом и микроскопист († 1694)

## Починали
- 23 август – Джордж Вилиърз, английски държавник